# Лаграв
Лагра́в (фр. Lagrave, окс. La Grava) — коммуна во Франции, находится в регионе Юг — Пиренеи. Департамент — Тарн. Административный центр кантона Дё-Рив. Округ коммуны — Альби.
Код INSEE коммуны — 81131.

## География
Коммуна расположена приблизительно в 560 км к югу от Парижа, в 55 км северо-восточнее Тулузы, в 13 км к западу от Альби.
На севере коммуны протекает река Тарн.

## Климат
Климат умеренно-океанический. Зима мягкая и дождливая, лето жаркое с частыми грозами. Ветры довольно редки.

## Население
Население коммуны на 2010 год составляло 1828 человек.
| 1962 | 1968 | 1975 | 1982 | 1990 | 1999 | 2010 |
| ---- | ---- | ---- | ---- | ---- | ---- | ---- |
| 561  | 618  | 630  | 816  | 940  | 1269 | 1828 |

## Администрация
| Период | Период | Фамилия     | Партия       | Примечания |
| ------ | ------ | ----------- | ------------ | ---------- |
| 1945   | 1959   | Леон Риваль |              |            |
| 1959   | 1965   | Жорж Брюне  |              |            |
| 1965   | 1991   | Шарль Пьоль |              |            |
| 1991   | 2020   | Макс Мулис  | Разные левые |            |

## Экономика
В 2007 году среди 1058 человек в трудоспособном возрасте (15—64 лет) 774 были экономически активными, 284 — неактивными (показатель активности — 73,2 %, в 1999 году было 71,9 %). Из 774 активных работали 728 человек (385 мужчин и 343 женщины), безработных было 46 (20 мужчин и 26 женщин). Среди 284 неактивных 81 человек были учениками или студентами, 119 — пенсионерами, 84 были неактивными по другим причинам.

## Достопримечательности
- Археологический памятник Сент-Сиголен. Исторический памятник с 1994 года.[4]

## Фотогалерея

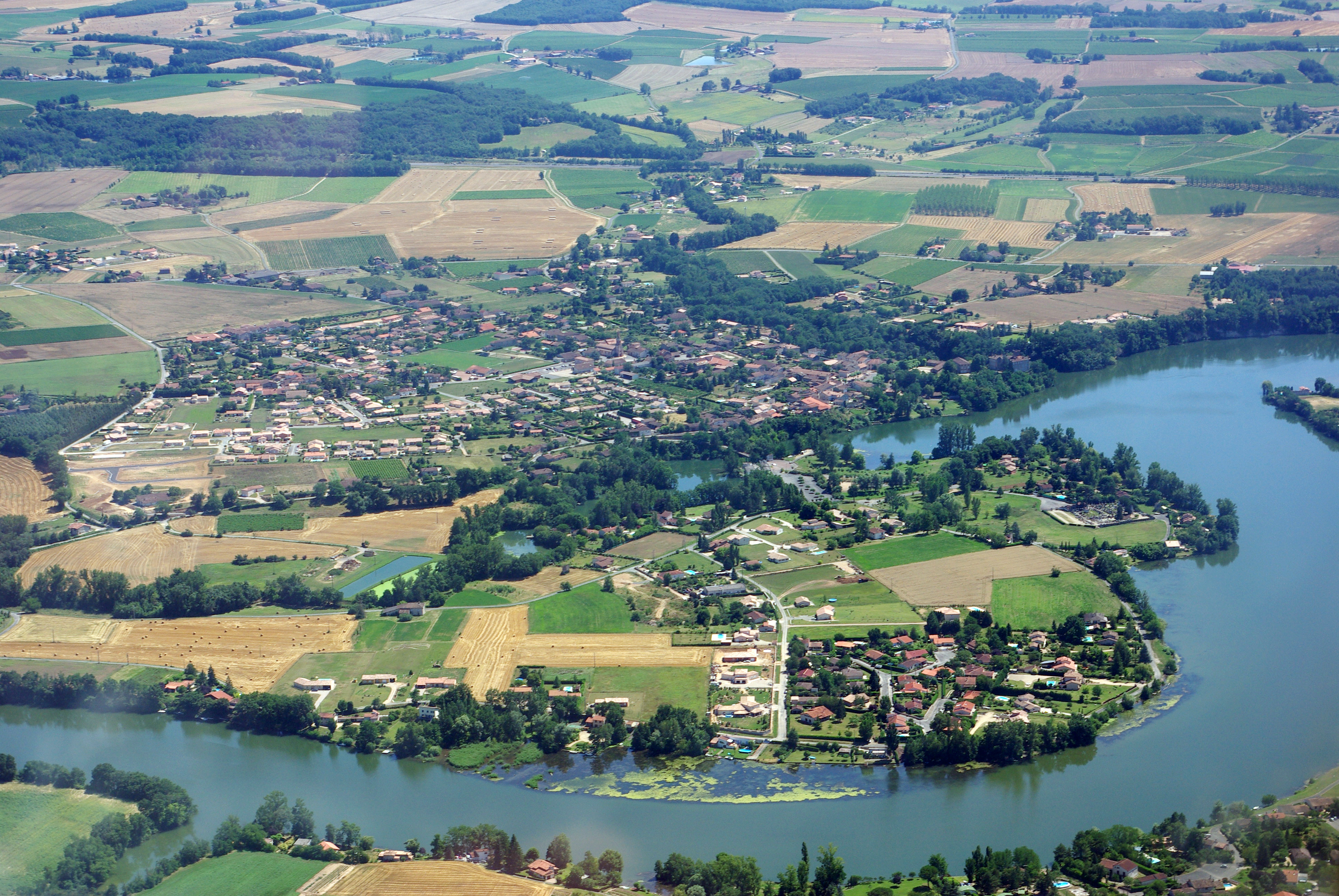
Лаграв
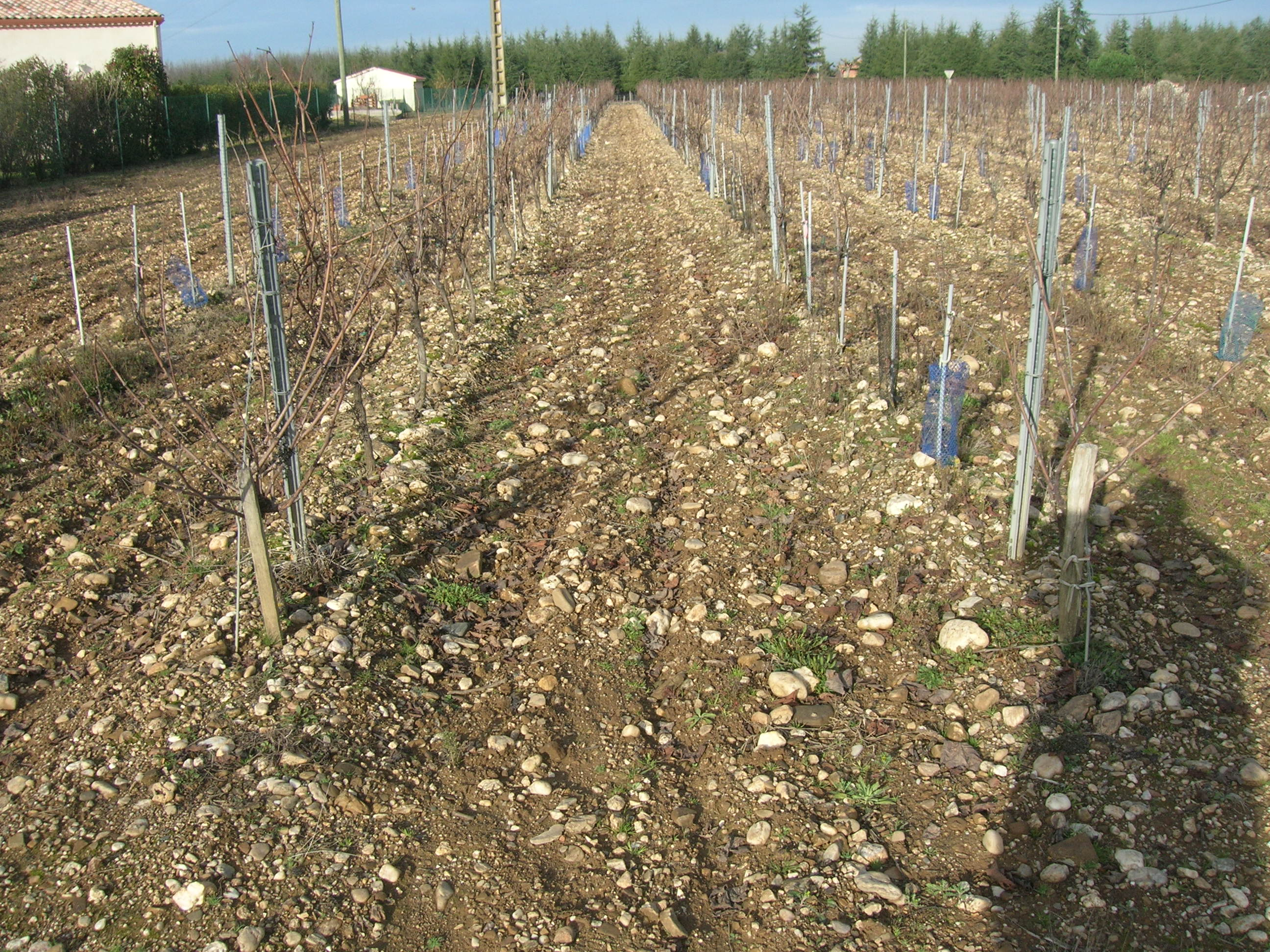
Виноградник
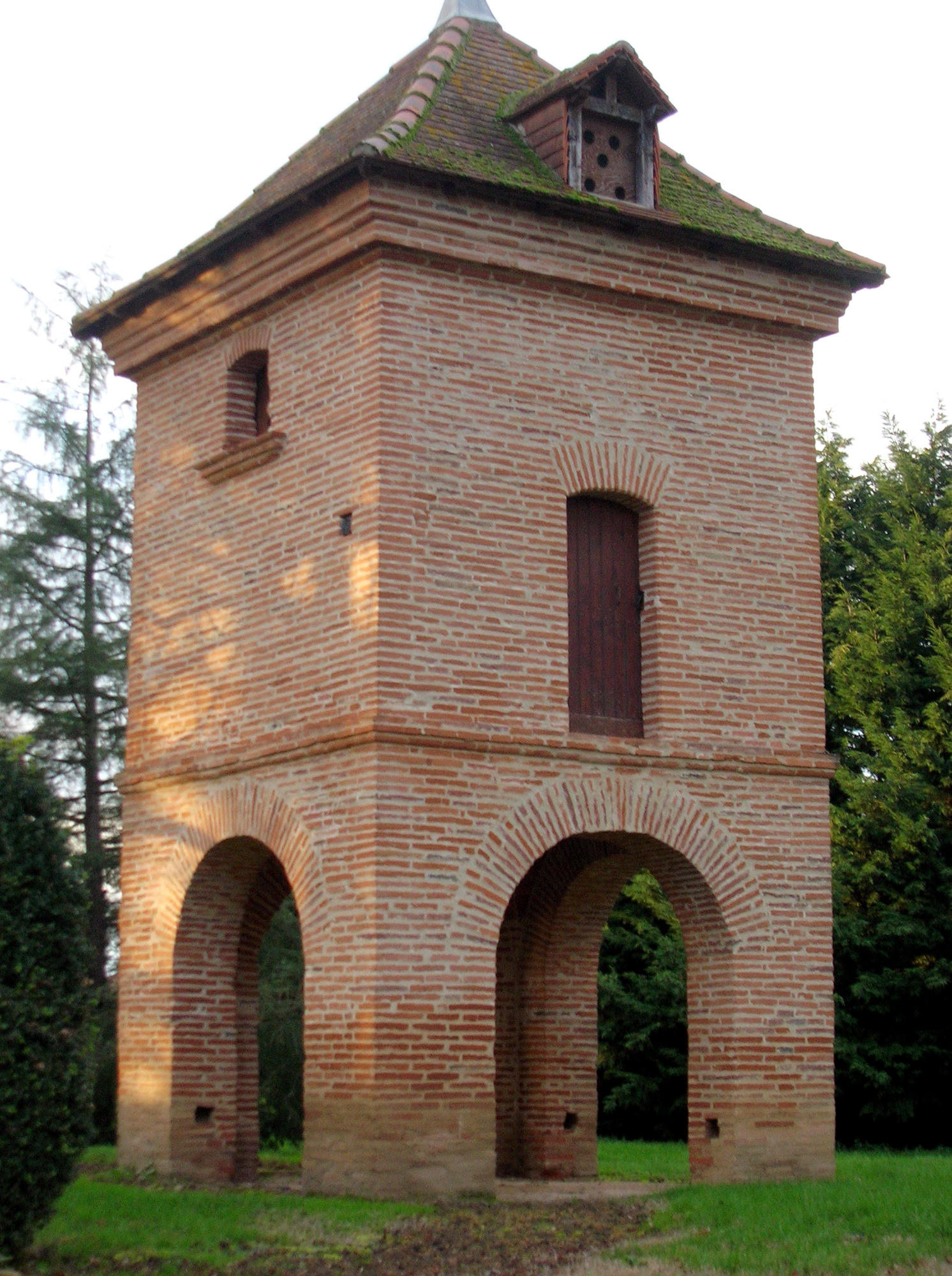
Голубятня
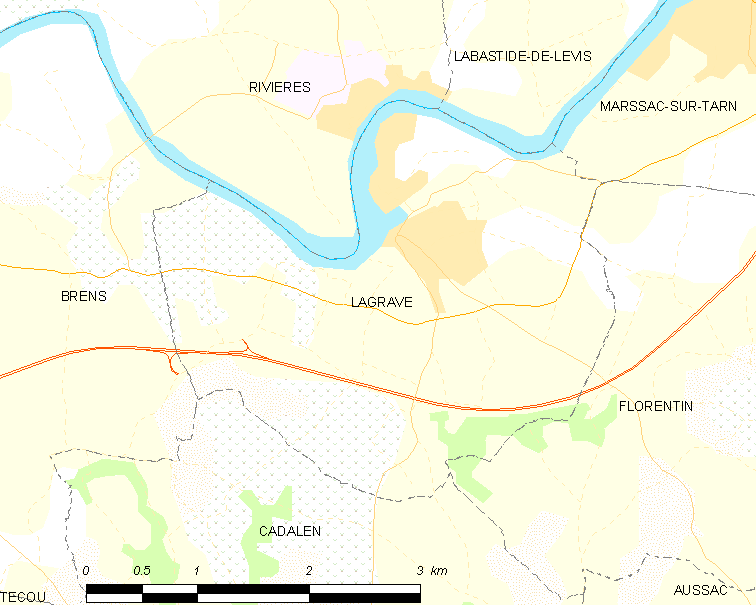
Карта коммуны